# Gertrud Piter
Gertrud Piter (* 12. Februar 1899 in Brielow, Kreis Westhavelland; † 22. September 1933 im KZ Brandenburg) war eine Gewerkschafterin und Widerstandskämpferin gegen den Nationalsozialismus.

## Leben

### Kindheit und frühes Engagement
Im Alter von elf Jahren zog Gertrud Piter mit ihrer Familie aus dem Vorort Brielow in die Stadt Brandenburg (Havel). Sie erhielt eine katholische Erziehung. Aufgrund ihres politischen Interesses wurde sie Anfang der 1920er Jahre Mitglied in einer Gewerkschaft.
1922 trat sie der KPD bei. 1924 trat sie aus der Katholischen Kirche aus und wurde Freidenkerin.
Ab 1925 war sie im Roten Frauen- und Mädchenbund tätig und nahm an zahlreichen Versammlungen und politischen Aufklärungsbesprechungen teil.
Das politische Engagement brachte ihr Anerkennung bei den brandenburgischen Arbeitern. So zog sie nach einer erfolgreichen Wahl 1924 als einzige Frau der KPD ins Stadtparlament ein. Sie kämpfte zugleich weiterhin für ihre Gewerkschaft, traf aber immer wieder wegen ihres selbstbewussten Auftretens auf Hindernisse.

### Zeit des Nationalsozialismus
Nach der „Machtergreifung“ durch das Nazi-Regime verlor Piter sofort ihre Anstellung. Daraufhin wurde sie in der illegalen Unterbezirksleitung der KPD aktiv im Widerstand gegen den Nationalsozialismus, vor allem durch Verteilen von Handzetteln, Flugblättern und illegalen Zeitungen. Außerdem fanden illegale Versammlungen und Demonstrationen statt, die jedoch von der Polizei aufgelöst wurden.
Als im März 1933 der Leiter der Gruppe, Otto Seeger, untertauchen musste und schließlich auch verhaftet wurde, übernahm Piter die Leitung und arbeitete allein weiter. Im September 1933 wurde die Organisation durch einen Spitzel aufgedeckt und 45 Mitglieder, darunter Piter, verhaftet.
Nachdem alle Folterungsversuche und Demütigungen sie nicht dazu brachten, andere Mitglieder der Gruppe zu verraten, wurde sie zehn Tage später im Konzentrationslager Brandenburg, dem alten Zuchthaus am Nicolaiplatz, inhaftiert. Dort wurde sie bei einem weiteren Verhör geschlagen und vergewaltigt, blieb aber standhaft. Einen Tag nach ihrer Einlieferung in das KZ, am 22. September 1933, wurde sie in ihrem Zimmer erhängt, da man so die Spuren der Gewalt des Lagers vertuschen wollte.

## Ehrungen

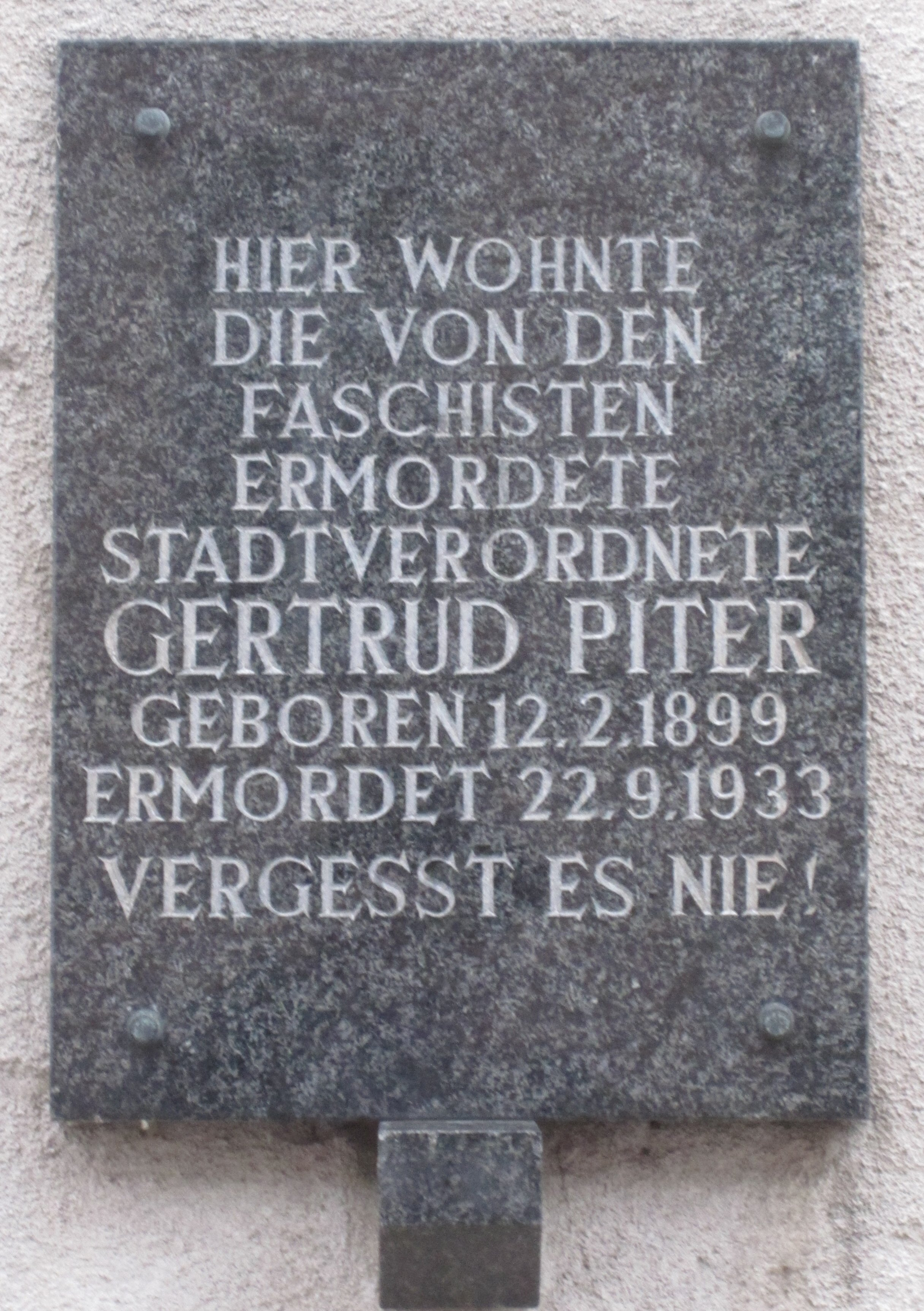
Gedenktafel für Gertrud Piter.
Brandenburg an der Havel

Der ehemalige Magdeburger Platz und das durch Weltkriegs-Bombardement von seiner Bebauung geleerte Gelände östlich des Brandenburgischen Oberlandesgerichts und eine Kindertagesstätte der Stadt Brandenburg sind nach Gertrud Piter benannt worden. Im Ehrenhain für die Verfolgten des Nationalsozialismus (VdN-Ehrenhain) beim Krematorium Brandenburg erinnert eine Gedenktafel an sie. 
Gertrud Piters Grabstätte befindet sich auf dem Altstädtischen Friedhof der Stadt Brandenburg, auf dem auch Paul Redlich seine letzte Ruhe gefunden hat. Beide Gräber sind in die Denkmalliste des Landes Brandenburg aufgenommen worden.